# Lexa
Léa Cristina Lexa Araújo, känd professionellt den Lexa, född 22 februari 1995 i Rio de Janeiro, är en brasiliansk skådespelare, sångare och låtskrivare.

## Diskografi

### Studioalbum
- Disponível (2015)

### EP
- Posso Ser